# Foksány
Foksány (románul Focșani, németül Fokschan) város Romániában, Moldvában, a Milkó folyó és a DN2-es főút mellett. Vrancea megye székhelye. 2002-ben 103 219 lakosa volt.

## Földrajza
A város geológiai törésvonalak találkozásánál épült, ami földrengésveszélyessé teszi a környéket. Románia egyik legfontosabb bortermelő régiójában fekszik, a bortermelő Odobest a város közelében található északnyugati irányban. Az egyik híres helyi borfajta a „foksányi fehér” (németül Weiße von Fokschan). A közelben vasat, rezet, szenet és olajat bányásznak.

## Története
Foksány fontos kereskedelmi központ volt Oroszország és Délkelet-Európa között.
Az orosz birodalom és az oszmán birodalom 1772-ben a város közelében rendezett kongresszust. A megbeszélések nem akadályozták meg a birodalmak közti későbbi villongást. 1789-ben a törökök épp Foksány közelében szenvedtek súlyos vereséget a Habsburg és az orosz birodalom  egyesült seregeitől, melyeket Frederick Josias, Saxe-Coburg-Saalfeld hercege és Alekszandr Vasziljevics Szuvorov vezettek.
Az 1850-es években, a krími háború után Foksány a Havasalföld és Moldva egyesítésére törekvő unionisták egyik fontos központjává vált.
1917-ben Foksány és Galac a Szeret Vonal néven ismert erődlánc része voltak. Románia és a Központi hatalmak itt írtak alá békeszerződést 1917. december 9-én.
Az 1940-es földrengés során a város épületeinek közel háromnegyede megrongálódott vagy összedőlt.
1945-ben Foksány a szovjet Vörös Hadsereg által Magyarországról elhurcolt hadifoglyok elosztásának fontos logisztikai központja volt. A magyar hadifoglyokat itt nézték át, itt válogatták szét őket aszerint, hogy a Szovjetunió területére melyik munkatáborokba továbbították őket.

## Híres szülöttei
- Anghel Saligny
- Gheorghe Tattarescu
- Adrian Voinea
- Gina Gogean